# Jorge Llopart

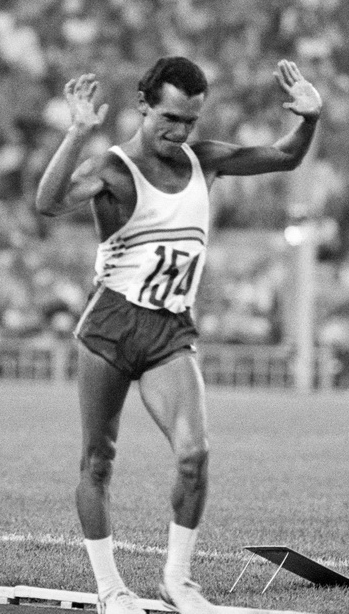
Jorge Llopart, 1980

Jorge Llopart Ribas (katalanisch Jordi Llopart Ribas; * 5. Mai 1952 in El Prat de Llobregat, Katalonien; † 11. November 2020 in Badalona) war ein spanischer Geher, der sich auf die 50-km-Distanz spezialisiert hatte.
Llopart wurde 1978 in Prag bei seinen ersten großen internationalen Meisterschaften Europameister über 50 km. Im Jahr darauf stellte er am 26. August in Reus mit 3:44:33 h seine persönliche Bestzeit auf. 1980 wurde er bei den Olympischen Spielen in Moskau Zweiter hinter Hartwig Gauder aus der DDR.
Bei den Europameisterschaften 1982 in Athen wurde er Sechster, zwei Jahre später wurde er bei den Olympischen Spielen in Los Angeles Siebter. Es folgten noch Platz 9 bei den Europameisterschaften 1986 in Stuttgart und Platz 13 bei den Olympischen Spielen 1988 in Seoul.
Jorge Llopart war 1,67 m groß und wog zu Wettkampfzeiten 64 kg, er stammte aus derselben Stadt wie der Geher José Marín.
Er starb im November 2020.